# Eingetragener Verein
Eingetragener Verein o e. V. ("club o associazione registrata") è la formula che designa lo status legale dei club e delle associazioni in Germania.
Mentre Verein può indicare una qualsiasi associazione, la formula e. V. indica solo le associazioni registrate. La registrazione implica molti benefici per le associazioni, potendo esse funzionare come enti indipendenti piuttosto che come un semplice gruppo di individui.